# خیابان ویمپل

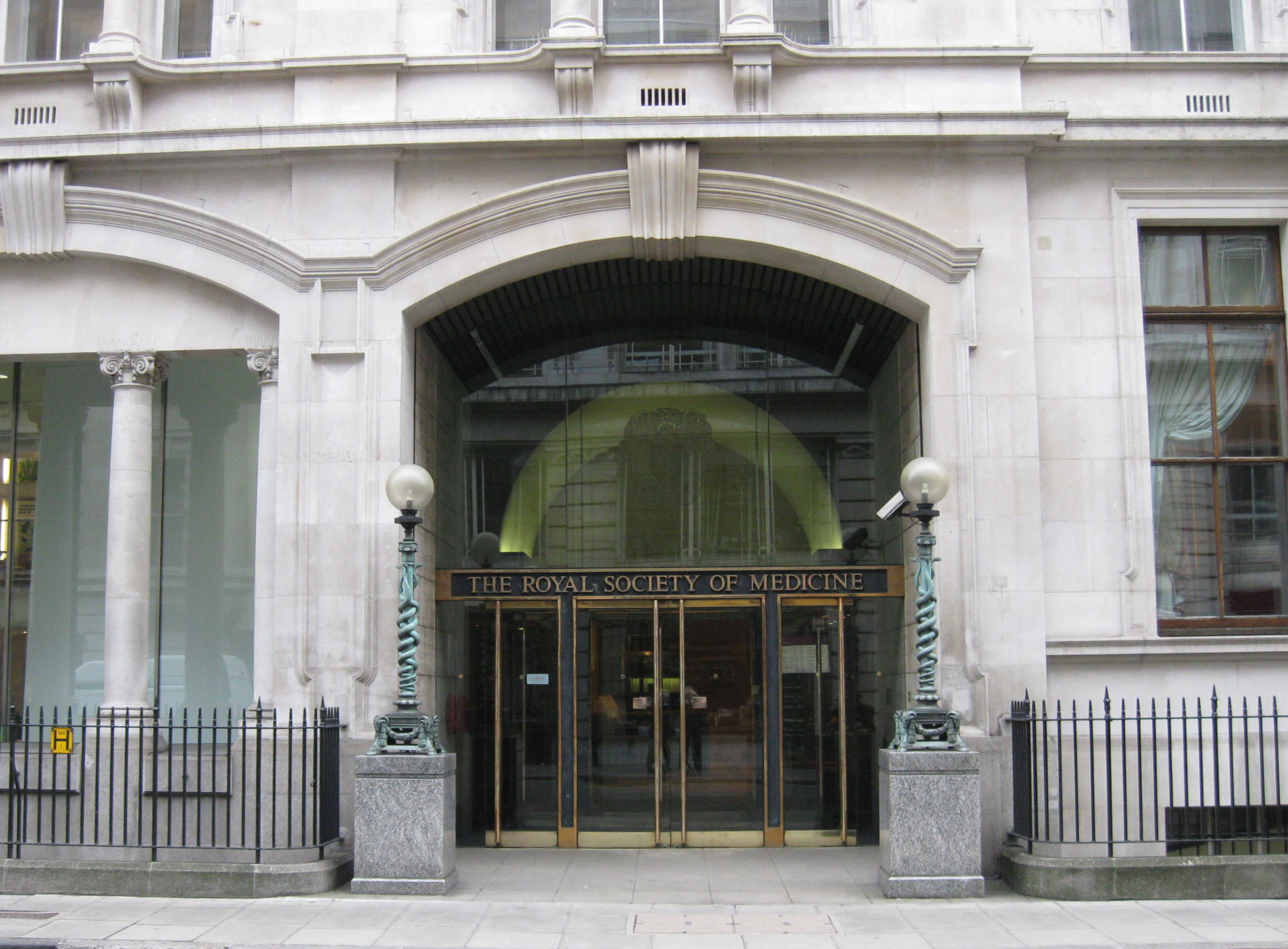
ساختمان انجمن سلطنتی پزشکی، پلاک ۱

خیابان ویمپُـل (انگلیسی: Wimpole Street) خیابانی در ماری‌لبون واقع در لندن مرکزی است که در وست‌مینستر قرار دارد. در این خیابان مطلب‌های خصوصی پزشکان و برخی انجمن‌های پزشکی واقع شده‌اند. برخی ساختمان‌های این خیابان دارای معماری ادواردی است از جمله ساختمان پلاک ۱ که در سال ۱۹۱۲ ساخته شد و ساختمان انجمن سلطنتی پزشکی بود.
برخی از ستارگان بریتانیایی نیز در این خیابان خانه دارند، از جمله پل مک‌کارتنی مابین سال‌های ۱۹۶۴ تا ۱۹۶۶ و در آن زمان که با جین اشر در ارتباط بود، در ساختمان پلاک ۵۷ زندگی می‌کرد.  در همین خانه بود که پل مک‌کارتنی و جان لنون ترانهٔ «می‌خواهم دستت را بگیرم» را نوشتند و «دیروز» را ساخت.
آرتور کانن دویل خالق شرلوک هولمز در سال ۱۸۹۱ در ساختمان پلاک ۲ این خیابان کار می‌کرد. ارنو گلدفینگر خانهٔ شمارهٔ ۹۴ را برای شرکت اسباب‌بازی «پل و مارجری ابت» طراحی کرد.

## برخی ساکنان مشهور
- جین اشر، پلاک ۵۷
- شارل-ادوار براون-سکار، پلاک ۸۲
- الیزابت برت براونینگ، پلاک ۵۰
- ویلکی کالینز، پلاک ۸۲
- ادوارد جیمز و تیلی لوش، پلاک ۳۵
- کمیته قضایی شورای سلطنتی، پلاک ۴۷
- پل مک‌کارتنی، پلاک ۵۷
- فردریک تروس، پلاک ۶